# Pinchas Menachem Joskowicz
Pinchas Menachem Joskowicz (hebr. ‏פנחס מנחם יוסקוביץ‎, ur. 1924 w Zduńskiej Woli, zm. 26 listopada 2010 w Jerozolimie) – rabin chasydzki Ger, w latach 1988–1999 naczelny rabin Polski.

## Życiorys
Urodził się w Zduńskiej Woli w wielodzietnej rodzinie chasydzkiej, związanej z dworem cadyków z Góry Kalwarii. Podczas II wojny światowej przebywał w getcie łódzkim, skąd następnie został przewieziony do niemieckiego obozu koncentracyjnego Auschwitz-Birkenau. Po zakończeniu wojny rozpoczął studia rabinackie w Bergen. Tam otrzymał smichę rabinacką. W 1947 wyemigrował do Izraela, gdzie w Jerozolimie dokończył studia w jesziwie. Razem z żoną, którą poznał w Izraelu, byli wychowawcami w domu dziecka. W późniejszym okresie został pracownikiem Ministerstwa Opieki Społecznej. Prowadził także firmę farmaceutyczną.
W 1988, na mocy porozumienia władz Polskiej Rzeczypospolitej Ludowej i Izraela, został wybrany naczelnym rabinem Polski. Stosunki między rabinem a zarządem Związku Gmin Wyznaniowych Żydowskich nie układały się najlepiej, ze względu na konserwatyzm religijny rabina i nieprzestrzeganie przez większość członków związku przykazań judaizmu ortodoksyjnego.
W 1996 ukazała się po polsku jego książka pt. Opowieść o radości i cierpieniu, w której zawarł swoje wspomnienia i refleksje dotyczące przedwojennej społeczności żydowskiej w Polsce.
W 1999, w czasie wizyty Jana Pawła II w sejmie, Joskowicz zbulwersował część polskiej opinii publicznej skierowaną do papieża prośbą o usunięcie „krzyża papieskiego” z terenu dawnego obozu zagłady w Oświęcimiu: „Proszę, aby pan papież dał wezwanie do swoich ludzi, by także ten ostatni krzyż wyprowadzili z tego obozu”. Wkrótce później złożył urząd i powrócił do Izraela.